# Вид на Вессно близ Овера
«Вид на Вессно близ Овера» (нидерл. Gezicht op Vessenots Near Auvers) — картина нидерландского художника Винсента ван Гога, написанная в 1890 году. Картина находится в Музее Тиссен-Борнемиса в Мадриде.

## Описание
20 мая 1890 года Винсент ван Гог уехал из Парижа в Овер-сюр-Уаз, небольшую деревню в тридцати пяти километрах к северу от Парижа, где до него жили другие художники, такие как Шарль Добиньи и Поль Сезанн, где он жил у доктора Поля-Фердинанда Гаше, врача и коллекционера произведений искусства, которому Тео ван Гог доверил заботу о здоровье своего брата Винсента по рекомендации Камиля Писсарро.
В этом пейзаже местечка Вессно в предместье Овера под линией высокого горизонта изображена группка старых деревенских домиков, окруженных широкими пшеничными полями с редкими курчавящимися деревьями. Ограниченная цветовая гамма, яркие зелёные и жёлтые оттенки, нервные беспокойные мазки, вторящие сложному повторяющемуся ритму, характерны для позднего периода творчества художника. Ван Гог написал множество пейзажей с натуры в эти последние недели жизни. К этому времени он был уже полностью во власти самых противоречивых чувств: вид широких плодородных пашен рождал ощущение свободы, но и оно смешивалось с глубокой тоской и чувством одиночества, которые заставили его покончить с жизнью.